# Luo Yutong
Dans ce nom chinois, le nom de famille, Luo, précède le nom personnel.
Luo Yutong (né le 6 octobre 1985 à Huizhou dans la province du Guangdong) est un plongeur chinois en activité. Il compte deux titres de champion du monde et plusieurs récompenses au niveau international.

## Palmarès

### Championnats du monde
- Championnats du monde 2007 à Melbourne (Australie) :
  -  Médaille d'or du plongeon à 1 m

- Championnats du monde 2011 à Shanghai (Chine) :
  -  Médaille d'or du plongeon synchronisé à 3 m.